# Amerikatsi
Amerikatsi (Ամերիկացի) is een Armeense komische dramafilm uit 2022, geschreven en geregisseerd door de Amerikaanse acteur Michael A. Goorjian, die tevens de hoofdrol vertolkt.

## Verhaal
Charlie ontsnapt als kind aan de Armeense genocide door naar de Verenigde Staten te vluchten, maar keert na de Tweede Wereldoorlog terug naar de Armeense SSR en wordt gearresteerd. Vanuit zijn gevangeniscel observeert hij een Armeens koppel en leert eindelijk meer over zijn geboorteland.

## Rolverdeling
| Acteur               | Personage         |
| -------------------- | ----------------- |
| Michael A. Goorjian  | Charlie           |
| Hovik Keuchkerian    | Tigran            |
| Nelli Uvarova        | Sona              |
| Mikhail Trukin       | Dmitry            |
| Narine Grigoryan     | Ruzan             |
| Jean-Pierre Nshanian | bewaker Sargisyan |

## Release en ontvangst
Amerikatsi ging op 29 september 2022 in première op het Woodstock Film Festival. De film kreeg overwegend positieve kritieken van de filmcritici, met een score van 89% op Rotten Tomatoes, gebaseerd op 28 beoordelingen. De film werd geselecteerd als Armeense inzending voor de beste niet-Engelstalige film voor de 96ste Oscaruitreiking en kwam in december 2023 op de shortlist.